# Sarah Tait
Sarah Anne Outhwaite-Tait (Perth, 23 januari 1983 – Melbourne, 3 maart 2016) was een Australisch roeister. Ze nam driemaal deel aan de Olympische Spelen en won hierbij één zilveren medaille. 

## Biografie
Geboren als Sarah Outhwaite kwalificeerde deze Australische roeister zich een eerste maal voor de Olympische Spelen in 2004. Met de Australische acht behaalde ze een zesde plaats. 
In 2005 nam Hornsey een eerste keer deel aan het WK roeien. Ze werd meteen wereldkampioen op de acht-met-stuurvrouw. Daarnaast behaalde Outhwaite nog een zilveren medaille op de twee-zonder-stuurvrouw.
Op de Olympische Spelen van 2008 in Peking eindigde Tait op een zesde plaats op de acht-met-stuurvrouw. In 2008 trouwde ze met de nationale roeicoach Bill Tait. Sindsdien neemt ze onder deze naam deel aan de internationale evenementen. Twee maanden na de Spelen werd ze zwanger van haar eerste kind. Omdat ze was geselecteerd voor de Spelen van 2012 trainde ze door tot de laatste drie weken van haar zwangerschap en pakte haar trainingsschema opnieuw op vijf maanden na de geboorte.
In 2012 nam Hornsey opnieuw deel aan de Olympische Spelen. Samen met Kate Hornsey nam ze deel aan de twee-zonder-stuurman. Het Australische duo roeide naar een zilveren medaille achter het Britse duo.
Sarah Tait overleed in 2016 aan de gevolgen van baarmoederhalskanker die in 2013 bij haar was gediagnosticeerd.

## Palmares

### Twee-zonder-stuurvrouw
- 2005:  WK
- 2010: 4e WK
- 2011:  WK
- 2012:  OS Londen

### Acht
- 2004: 6e OS Athene
- 2005:  WK
- 2007: 4e WK
- 2008: 6e OS Peking